# Petra Sölter
Petra Sölter, później Voge (ur. 23 października 1962 w Elbingerode) – niemiecka biegaczka narciarska reprezentująca barwy NRD, brązowa medalistka mistrzostw świata.

## Kariera
Igrzyska olimpijskie w Sarajewie w 1984 roku były pierwszymi i zarazem ostatnimi w jej karierze. Zajęła tam 36. miejsce w biegu na 5 km techniką klasyczną, a wraz z koleżankami z reprezentacji była ósma w sztafecie 4 × 5 km.
W 1982 roku wystartowała na mistrzostwach świata w Oslo. Osiągnęła tam największy sukces w swojej karierze wspólnie z Carolą Anding, Barbarą Petzold, i Veroniką Hesse zdobywając brązowy medal w sztafecie. Indywidualnie najlepszy wynik osiągnęła w biegu na 5 km stylem dowolnym. Na kolejnych mistrzostwach już nie startowała.
Najlepsze wyniki w Pucharze Świata osiągnęła w sezonie 1981/1982, kiedy zajęła 27. miejsce. Nigdy nie stanęła na podium zawodów Pucharu Świata.

## Osiągnięcia

### Igrzyska olimpijskie
| Miejsce | Dzień     | Rok  | Miejscowość | Konkurencja            | Czas biegu | Strata  | Zwyciężczyni          |
| ------- | --------- | ---- | ----------- | ---------------------- | ---------- | ------- | --------------------- |
| 36.     | 12 lutego | 1984 | Sarajewo    | 5 km stylem klasycznym | 17:04,0    | +2:12,6 | Marja-Lisa Hämälainen |
| 8.      | 15 lutego | 1984 | Sarajewo    | Sztafeta 4 × 5 km      | 1:06:49,7  | +4:21,0 | Norwegia              |

### Mistrzostwa świata
| Miejsce | Dzień     | Rok  | Miejscowość | Konkurencja             | Czas biegu | Strata | Zwyciężczyni     |
| ------- | --------- | ---- | ----------- | ----------------------- | ---------- | ------ | ---------------- |
| 7.      | 21 lutego | 1982 | Oslo        | 5 km stylem dowolnym    | 14:30,2    | +31,6  | Berit Aunli      |
| 3.      | 24 lutego | 1982 | Oslo        | Sztafeta 4 × 5 km       | 1:02:15,9  | +41,4  | Norwegia         |
| 19.     | 26 lutego | 1982 | Oslo        | 20 km stylem klasycznym | 1:06:16,9  | ?      | Raisa Smietanina |

### Puchar Świata

#### Miejsca w klasyfikacji generalnej
- sezon 1981/1982: 27.
- sezon 1982/1983: 34.

#### Miejsca na podium
Sölter nigdy nie stanęła na podium zawodów Pucharu Świata.